# عالم فيراري
عالم فيراري (بالإنجليزية: Ferrari World)‏ هي مدينة ملاهي من فيراري تقع في جزيرة ياس بمدينة أبوظبي. ويقع عالم فيراري تحت سقف مساحته 200,000 متر مربع مما يجعلها ثاني أكبر مدينة ملاهي مغطاةٍ في العالم. افتتح عالم فيراري رسميا في 4 نوفمبر 2010، وتقع داخل المنتزه فورمولا روسا أسرع لعبة للمركبات الأفعوانية بالعالم حيث تصل سرعتها إلى 240 كم بالساعة.

## تاريخ
في أواخر عام 2005، أفيد بأن فيراري والدار العقارية وقعتا اتفاقا لبناء أول مدينة ملاهي لفيراري في أبوظبي. وكان من المتوقع في ذلك الوقت أن يتم الافتتاح في 2008، ولكن بسبب التأخير بدأ البناء في نوفمبر 2008 وانتهى في أقل من عامين. في منتصف 2010، تم تحديد تاريخ 28 أكتوبر 2010 لافتتاح عالم فيراري، وقد تأخر هذا الافتتاح لمدة أسبوع بسبب وفاة الشيخ صقر بن محمد القاسمي حاكم رأس الخيمة في اليوم السابق لليوم المحدد للافتتاح. عالم فيراري افتتح رسميا للزوار في 4 نوفمبر 2010.

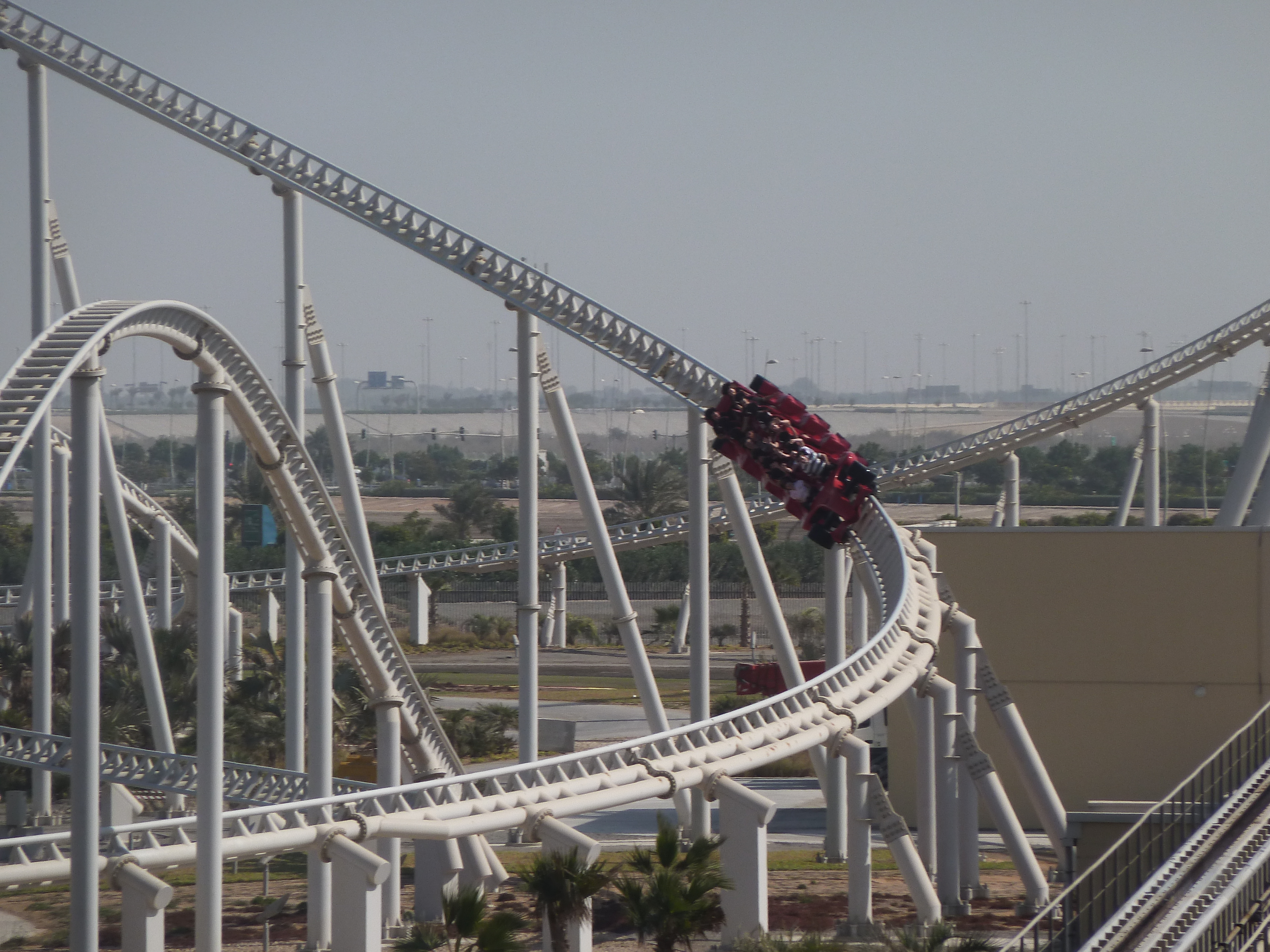
فورمولا روساا أسرع لعبة للمركبات الأفعوانية بالعالم

## أماكن الجذب السياحي
شركة جاك روس وشركائه ومقرها في سنسناتي، هي المسؤولة عن تصميم أغلبية الألعاب في عالم فيراري الذي يحوي 20 لعبة مميزة. في تاريخ 20 يوليو 2010، أعلنت عالم فيراري عن أسماء جميع الألعاب في يوم الافتتاح.
- فورمولا روسا أسرع لعبة للمركبات الأفعوانية بالعالم حيث تصل سرعتها إلى 240 كم بالساعة.
- جي فورس هي لعبة (speceshot) تشبه البرج حيث ترتفع باللاعبين لعلو 62 متر (203 قدم) خارج المبنى بسرعة عالية.
- V12 هي لعبة مائية للمركبات الأفعوانية داخل محرك فيراري 599
- تحدي فيورانو جي تي هي لعبة للمركبات الأفعوانية.
- تحدي سكودريا هي أجهزة محاكاة السباق فائقة التطور حيث يتسابق اللاعب مع عدد من سيارات فيراري ضمن فريق على حلبة افتراضية.
- سحر السرعة رحلة خيالية رباعية الأبعاد إلى عالم من البيئات الطبيعية المختلفة حيث لم تصل أي سيارة فيراري من قبل.
- سحر إيطاليا جولة داخل نسخة مصغرة من إيطاليا خلال سيارات فيراري 250 كاليفورنيا المصغرة.
- كاروسل الأبطال هي تصاميم اختبارية لسيارات فيراري المستقبلية، واتاحة الفرصة للاعبين بركوبها لتدور في هذه اللعبة.
- جي تي للناشئين مدرسة قيادة السيارات للناشئين هي القسم الأول من مدرسة تعليم القيادة.
- سباق الجائزة الكبرى للناشئين مدرسة سباق السيارات للصغار هي القسم الثاني من مدرسة تعليم القيادة
- المعسكر التدريبي هي منطقة لعب للصغار حيث بإمكانهم قيادة السيارات بالتوجيه عن بعد، أو اللعب بسيارات فيراري المصنوعة بالكامل من مادة رغوية آمنة.
- صنع في مارانيلو جولة خلال مصنع فيراري في مارانيلو، وإعطاء الضيوف لمحة بسيطة عن تصميم واختبار فيراري جي تي.
- بت وول هو عرض مسرحي تفاعلي يتيح للضيوق التعرف عن قرب على فريق سكودريا فيراري أثناء استعدادهم للسباق.
- بادوك نسخة من مقطورة فريق فيراري الفني ومركز الإدارة والصيانة المتنقل لفريق فيراري في سباقات أوروبا للفورمولا ون.
- سينما مارانيلو صالة يتم داخلها عرض فيلم سينمائي تدور أحداثة عام 1920.
- القيادة مع الأبطال هو عرض ثلاثي الأبعاد عن حلم مهندس شاب بالقيادة مع أحد أبطال سباقات فيراري.
- جاليريا فيراري أكبر معرض فيراري بالعالم خارج مارانيلو.
- عمالقة السباق رحلة عرض لللحظات الهامة في تاريخ سباقات فيراري.

## مهرجان الشتاء في عالم فيراري أبوظبي
هو مهرجان  يُقام سنويًا، خلال فترة محددةفي عالم فيراري أبوظبي ،و خلال المهرجان تتزين المدينة  بالديكورات الاحتفالية، مثل  شجرة الأعياد والزينة والكرات الثلجية المتلألئة والأضواء والأكاليل المبهرة ويضم المهرجان  العديد من المغامرات والعروض ضمن المدينة الترفيهيةمثل عروض الرقص والعروض الكوميدية ومشاهد النحاتين وهم يحفرون منحوتات ثلجية فريدة مستوحاة من موسم الأعياد على مسرح لابياتزا،  وعروض التزلج الفنيةوملعب ثلجي تفاعلي،  ومراسم إضاءة شجرة عيد الميلادمع فرصة  التقاط الصور التذكارية في محطات التصوير ذات التصاميم اللافتة التي يطغى عليها الطابع الشتوي الدافئ

## الجوائز والترشيحات
- أفضل تجاري، مكتب، التطوير المستقبلي للبيع بالتجزئة، سيتي سكيب أبو ظبي، 2010.[7]
- أفضل تطوير دولي للترفيه، جائزة الملكية الدولية وبلومبرغ، 2010.[8]
- جائزة سيات المفتوحة للتميز التقني في التكنولوجيا المعمارية، المعهد القانوني للتقنيين المعماريين CIAT،2010.[9]
- مشروع الخليج للعام 2010، جوائز الشرق الأوسط من MEP، 2010.
- 2011 براس رينغ (أفضل منتج جديد، إنتاج العرض وعرض الترفيه والمجموعات)، IAAPA، 2011.[10]
- جائزة التميز في التصميم الحي (شوتكس الشرق الأوسط لفيراري العالم الافتتاح الكبير)، مجلة لايف ديزاين، 2011.
- جائزة الفائز بالذهب لأفضل معرض دائم، جائزة تصميم الحدث من قبل مجلة تصميم الحدث، 2011.[11]
- مشروع الضيافة والترفيه للعام، جوائز الشرق الأوسط للمهندسين المعماريين 2011، 2011.
- جائزة العام لمفهوم التجزئة والترفيه الأكثر ابتكارا، جوائز العالمية للتجزئة والترفيه الدولية، 2011.
- جائزة بالمى - أفضل حل A/V في تطوير تجاري، بالم الشرق الأوسط، 2011.[12]
- جائزة بالمي - أفضل عرض ثلاثي الأبعاد للعام (سرعة السحر)، بالم الشرق الأوسط، 2011.[12]
- جائزة الامتياز في المشروع، IPMA – NL، 2011.
- أفضل متنزه في الإمارات، ضيافة الهند، 2013.
- أفضل عرض رياضي لقانون الأداء، براس حلقة الترفيه المتميز المباشر، عرض بعثة فيراري، IAAPA ، 2015.
- منطقة الجذب السياحي الرائدة في الشرق الأوسط 2015، جوائز السفر العالمية، 2015.[13]
- المطعم الإيطالي المفضل تحت 400 درهم، ماما روسيلا، 2015.
- منطقة الجذب السياحي الرائدة في الشرق الأوسط 2016، جوائز السفر العالمية، 2016.[13]
- المطعم الإيطالي المفضل تحت 400 درهم، ماما روسيلا، 2016.[14]
- متنزه الملاهي الرائد في الشرق الأوسط 2017، جوائز السفر العالمية، 2017.[13]
- متنزه الملاهي الرائد في الشرق الأوسط 2018، جوائز السفر العالمية، 2018.[13]
- أفضل متنزه ترفيهي في الشرق الأوسط لعام 2018، مجلس الشرق الأوسط وشمال أفريقيا للترفيه والجذب (MENALAC)

- متنزه رائد في العالم، جوائز السفر العالمية، 2019.[15]
- حصدت «عالم فيراري جزيرة ياس، أبوظبي» جائزة أفضل مدينة ترفيهية في العالم، للعام الخامس على التوالي، من جوائز السفر العالمية، ولقب أفضل مدينة ترفيهية داخلية من جوائز السفر الدوليةعام 2024 [16]
- كُرِّمَت بجائزة «الإنجاز في ابتكار المنتجات» من جوائز ستيفي الشرق الأوسط وشمال إفريقيا عن تجربتها «مهمة فيراري»عام 2024. [16]
- اختير  عالم فيراري  أبوظبي ضمن قائمة أفضل 100 وجهة جذب عائلية عالمية لعام 2024[16]

## المطاعم والمتاجر
يمكن للزوار شراء البضائع من متاجر البيع بالتجزئة في جميع أنحاء المنتزه، ويوجد في عالم فيراري أكبر متجر فيراري في العالم، حيث بإمكان الزوار شراء الهدايا التذكارية. وأما المطاعم والمقاهي فهي تهدف إلى توفير تجربة حقيقية للطعام الإيطالي.

## معرض الصور

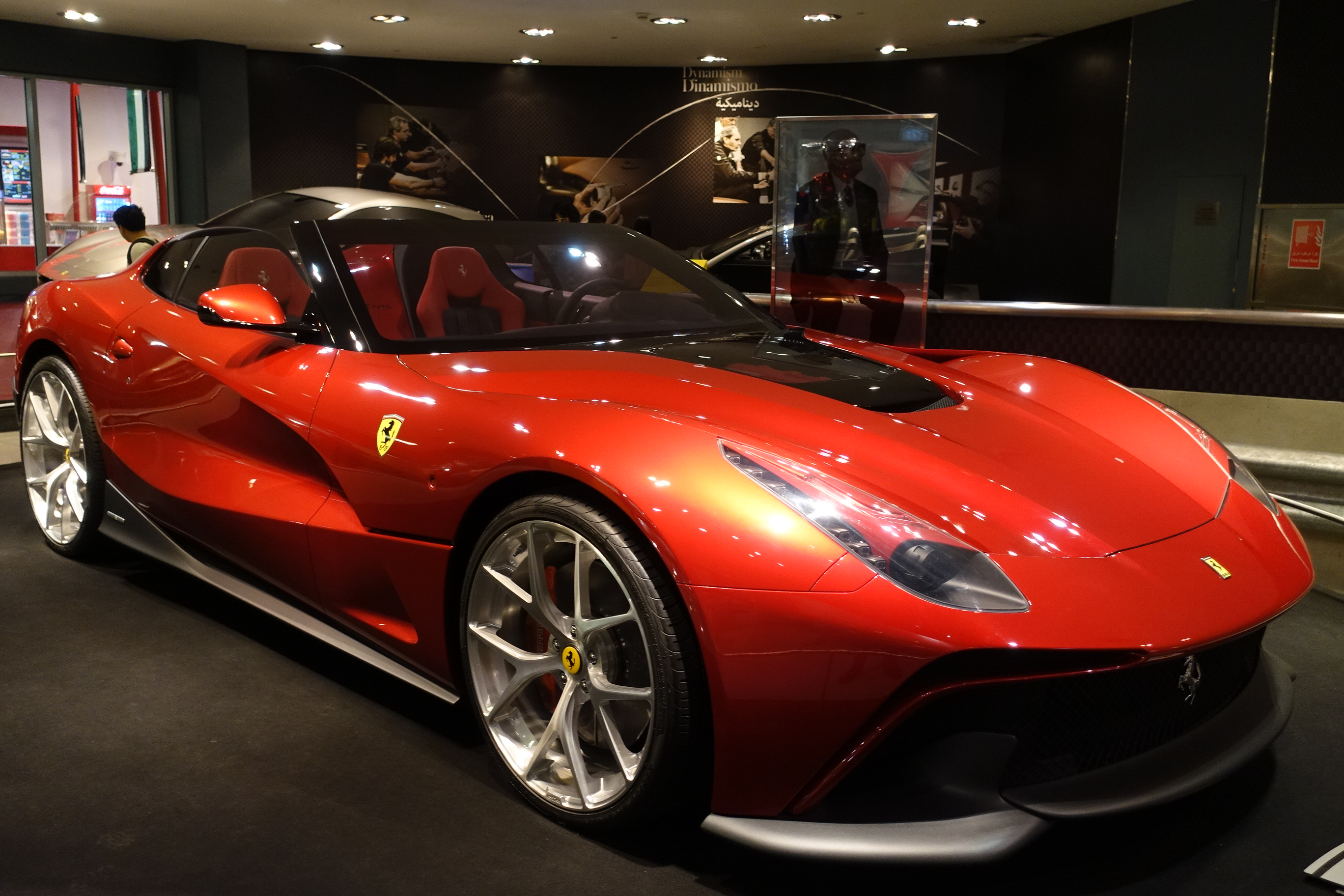

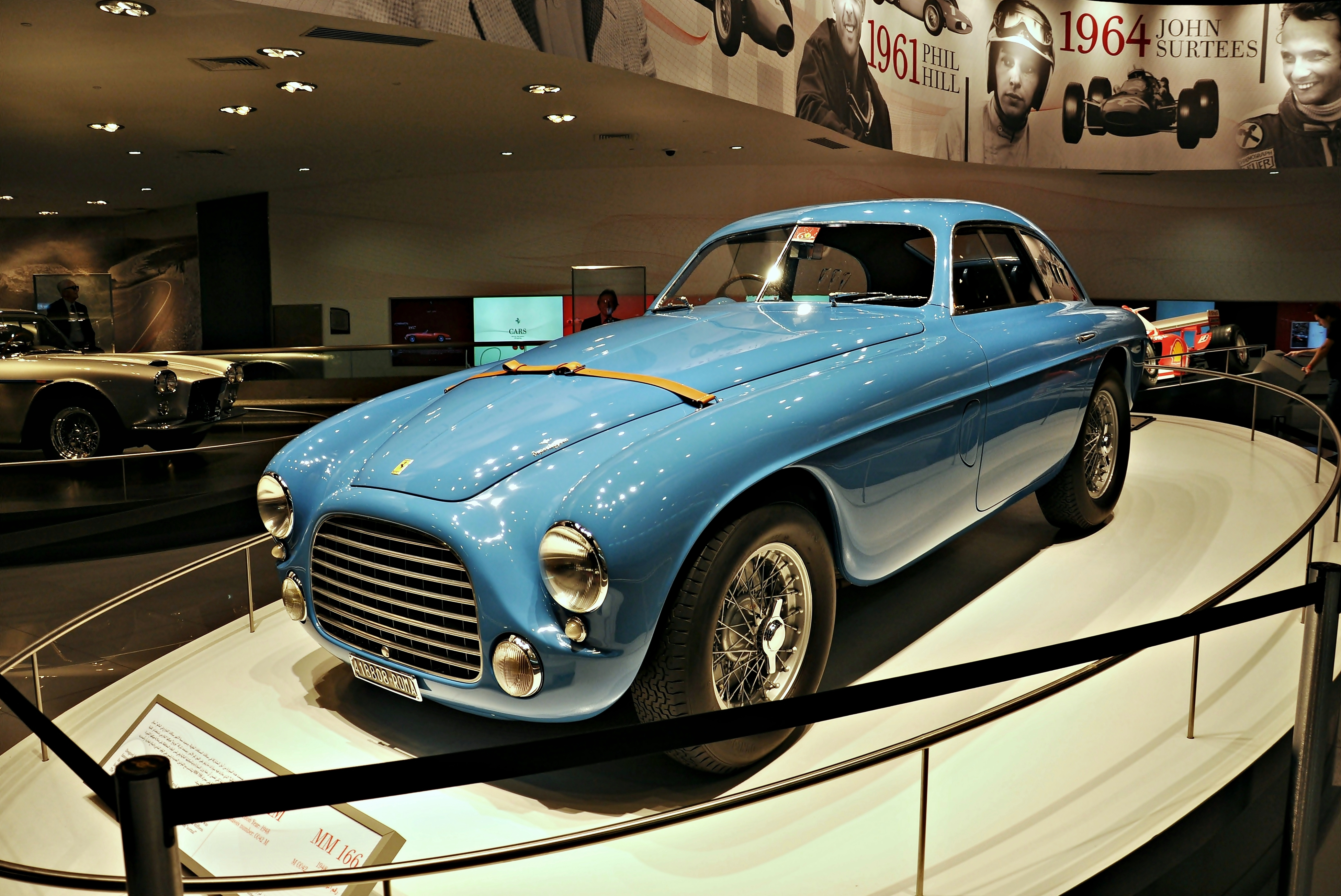

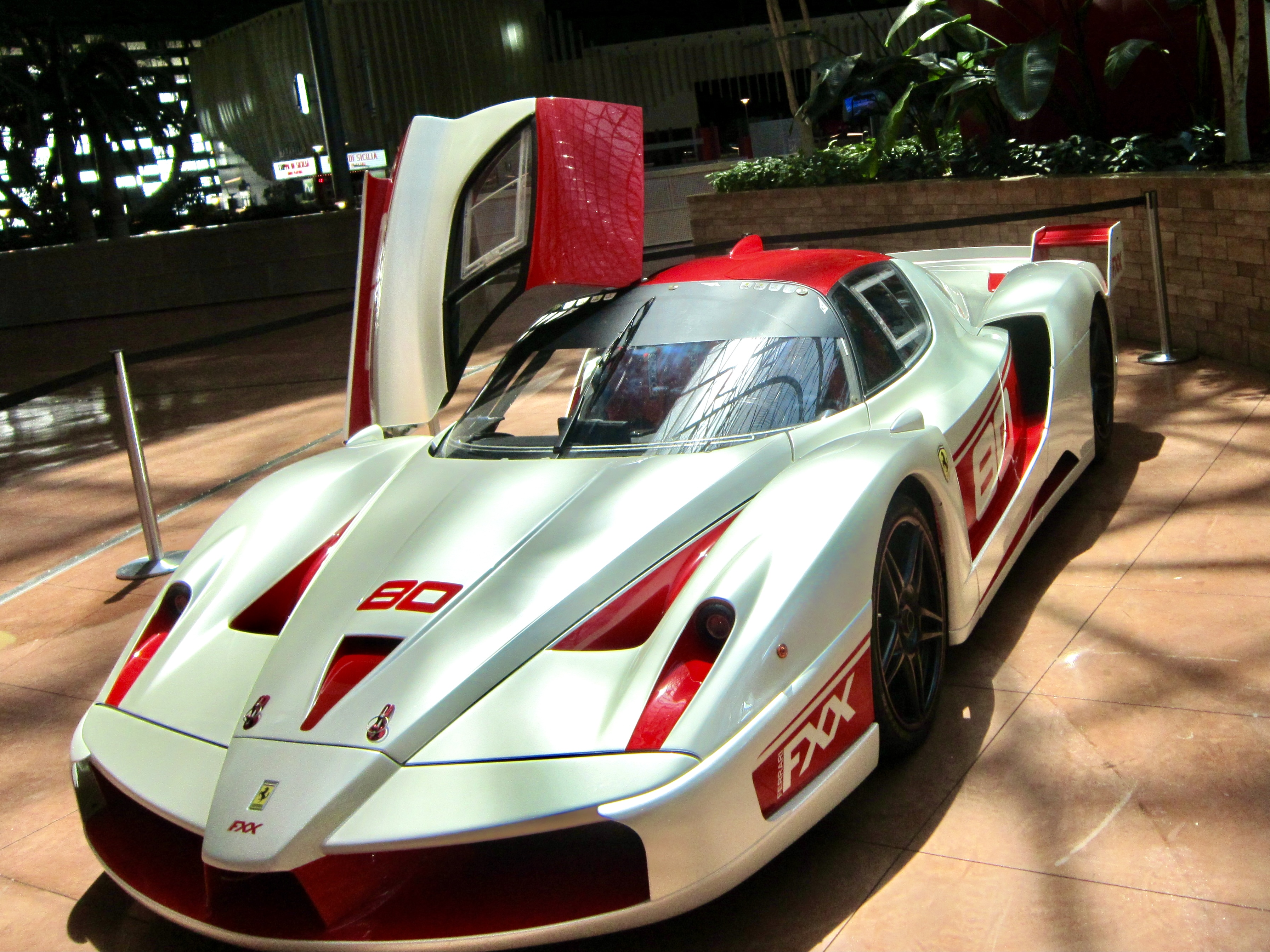

## وصلات خارجية
- الموقع الرسمي
- بالصور: كيف ستبدو مدينة عالم فيراري؟ على موقع مجلة أريبيان بزنس
- صور مدينة عالم فيراري في أبوظبي على موقع مجلة أريبيان بزنس
- صور مدينة عالم فيراري "التوسع المطلق للعلامة التجارية" على موقع مجلة أريبيان بزنس
- صور عالم فيراري